# Bangunharjo (Sewon)
Bangunharjo is een bestuurslaag in het regentschap Bantul van de provincie Jogjakarta, Indonesië. Bangunharjo telt 28.475 inwoners (volkstelling 2010).